# Dybasina producta
Dybasina producta  (лат.) — вид мелких термитофильных жуков-перокрылок (Ptiliidae) из подсемейства Ptiliinae. Южная Америка: Бразилия (Ilha Grande, Estado do Rio). Микроскопического размера жуки: длина — 1,2—1,3 мм, ширина — 0,7 мм. Усики 11-члениковые (последние три членика увеличенные), примерно на одну треть длиннее чем ширина головы. Надкрылья укороченные, задние крылья развиты. Обнаружены в ассоциации с термитами рода Rugitermes (Rugitermes arthuri-muelleri). Вид был впервые описан в 1955 году американским энтомологом Генри Дибасом (Henry S. Dybas; Chicago Natural History Museum, Чикаго, США) под первоначальным названием Termitopteryx productus Dybas, 1955 вместе с Pycnopteryx schmidti и другими новыми видами. Близок к роду Xenopteryx Dybas, 1961. В 1983 году энтомолог Р. Люндгрен (Randall W. Lundgren) переименовал род Termitopteryx Dybas, 1955 в Dybasina Lundgren, 1983, так как обнаружилось, что ранее был описан род двупарноногих многоножек с таким же именем (Termitopteryx Verhoeff, 1940). В результате младший омоним был назван Dybasina в честь колеоптеролога и первооткрывателя этого вида Генри Дибаса (Henry S. Dybas, 1915—1981).